# Bhadravati (Maharashtra)
Bhadravati (o Bhadrawati) è una città dell'India di 56.679 abitanti, situata nel distretto di Chandrapur, nello stato federato del Maharashtra. In base al numero di abitanti la città rientra nella classe II (da 50.000 a 99.999 persone).

## Geografia fisica
La città è situata a 20° 07' 18 N e 79° 06' 27 E.

## Società

### Evoluzione demografica
Al censimento del 2001 la popolazione di Bhadravati assommava a 56.679 persone, delle quali 29.628 maschi e 27.051 femmine. I bambini di età inferiore o uguale ai sei anni assommavano a 5.665, dei quali 2.934 maschi e 2.731 femmine. Infine, coloro che erano in grado di saper almeno leggere e scrivere erano 44.682, dei quali 24.930 maschi e 19.752 femmine.